# Línea 76 (Media Distancia)
La línea 76 (Cádiz - Sevilla - Córdoba - Jaén) es una línea de ferrocarril de Media Distancia tipo Avant que recorre la comunidad española de Andalucía. Discurre por vías convencionales electrificadas a 3.000 V CC entre Cádiz y Sevilla y entre Córdoba y Jaén, y por vías de alta velocidad electrificadas a 25.000 V CA de ancho internacional entre Sevilla y Córdoba. Utiliza dos cambiadores de ancho, uno en Majarabique (Sevilla) y otro en Alcolea (Córdoba), para pasar entre las vías de alta velocidad y convencionales. Las vías pertenecen a Adif. Es operada por la sección de Media Distancia de Renfe Operadora mediante trenes Serie 121.
La duración mínima del viaje es de 4 hora y 13 minutos. Coincide en todo su trayecto con los trenes que siguen consecutivamente las líneas 65 y 66, aunque estos circulan en todo su recorrido por vía convencional.
El servicio se inició en junio de 2009, cuando se le denominaba «AVE-Lanzadera». Fue interrumpido durante algunos meses debido a problemas técnicos en el cambiador de ancho de Alcolea, que provocaron algunos descarrilamientos.